# Orosz festők listája

## A
- Ivan Konsztantyinovics Ajvazovszkij, (1817–1900), örmény származású festő, a romantikus tengeri tájképek mestere
- Fjodor Jakovlevics Alekszejev, (1753–1824) város- és tájképfestő
- Abram Jefimovics Arhipov, (1862–1930)
- Ivan Petrovics Argunov, (1729–1802) az orosz arcképfestő iskola egyik megalapítója
- Irina Atikovna Azizjan, (1935–2009) festő, művészettörténész

## B
- Leon Szamojlovics Bakszt, Lev Szamojlovics Rosenberg, (1866–1924) orosz festő, díszlet- és ruhatervező, dekoratőr
- Marie Bashkirtseff, (Marija Konsztantyinovna Baskirceva), (1860–1884), orosz–francia festő
- Alekszandr Nyikolajevics Benois, (1870–1960)  festő, illusztrátor
- Ivan Jakovlevics Bilibin, (1876–1942)  festő, könyvillusztrátor
- Szerafima Iaszonovna Blonszkaja, (1870–1947) festő, tanár
- Viktor Elpigyiforovics Boriszov-Muszatov, (1870–1905) szimbolista festő
- Vlagyimir Lukics Borovikovszkij, (1757–1825)  arcképfestő
- Alekszandr Pavlovics Brjullov, (1798–1877)
- Karl Pavlovics Brjullov, (1799–1852) francia származású  festő

## C
- Marc Chagall, (1887–1985) orosz-francia festő, a modern festészet kiemelkedő képviselője
- Danyiil Csornij (1360–1430), orosz ikonfestő

## D
- Sonia Delaunay (1885–1979) festő, textiltervező

## F
- Robert Falk, (1886–1958)
- Vlagyimir Andrejevics Favorszkij, (1886–1964) fafaragó, festő, grafilus, illusztrátor, művészettörténész
- Pavel Andrejevics Fedotov, (1815–1852)
- Pavel Nyikolajevics Filonov, (1883–1941), az ún. „analitikus művészet” módszerének kidolgozója

## G
- Nyikolai Nyikolajevics Ge, (1831–1894) történeti és vallásos tárgyú képek festője
- Naum Gabo (1890-1977) festő és szobrász, kinetikus művész.
- Ilja Szergejevics Glazunov, (1930–2017)
- Natalja Szergejevna Goncsarova, (1881–1962)  kubista festő
- Feofan Grek, (Theophanes, a Görög) (1340 körül – 1410 körül) az egyik legjelentősebb ikonfestő, Andrej Rubljov tanára.
- Alekszandr Alekszandrovics Gyejnyeka (1899-1969) festő, grafikus, szobrász
- Gyionyiszij, középkori  ikonfestő

## I
- Alekszandr Andrejevics Ivanov, (1806–1858) az akadémizmus képviselője
- Szergej Vasziljevics Ivanov, (1864–1910)

## J
- Nyikolaj Alekszandrovics Jarosenko, (1846–1898)  orosz-ukrán festő
- Alekszej Georgijevics Javlenszkij, (1864–1941)  impresszionista orosz-német expresszionista festő
- Mihail Alekszandrovics Jevsztafjev, (1963–)  festő, fotóművész, író
- Konsztantyin Fjodorovics Juon, (1875–1958) festő, színpadtervező

## K
- Vaszilij Vasziljevics Kandinszkij, (1866–1944), orosz-német-francia festő, teoretikus, az absztrakt festészet képviselője
- Nyikolaj Alekszejevics Kaszatkin, (1859–1930) realista festő, később az ún. szocialista realizmus egyik első képviselője
- Oreszt Adamovics Kiprenszkij, (1782 – 1836)  arcképfestő
- Konsztantyin Alekszejevics Korovin, (1861–1939) impresszionista festő
- Szergej Alekszejevics Korovin, (1858–1908) Konsztantyin Korovin bátyja
- Ivan Nyikolajevics Kramszkoj, (1837–1887) az ún. „peredvizsnyik” csoport egyik alapítója, fő teoretikusa
- Arhip Ivanovics Kuindzsi, (1842–1910) a tájképfestészet egyéni stílusú mestere
- Alekszander Vasziljevics Kuprin, (1880–1960)
- Borisz Mihajlovics Kusztogyijev, (1878–1927) festő, díszlettervező és szobrász

## L
- Mihail Fjodorovics Larionov (1881–1964) orosz konstruktivista képzőművész
- Iszaak Iljics Levitan, (1860–1900)  a legnagyobb orosz tájképfestők egyike
- Dmitrij Grigorjevics Levickij, (1735–1822)
- El Liszickij, eredeti nevén Lazar Markovics Liszickij (1890– 1941), festő, grafikus, építész, az orosz avantgárd kiemelkedő képviselője

## M
- Konsztantyin Jegorovics Makovszkij, (1839–1915)
- Kazimir Szeverinovics Malevics, (1878– 1935) lengyel származású festő, az absztrakt művészet jeles képviselője.
- Andrej Jefimovics Martinov, (1768–1826) tájképfestő

## N
- Mihail Vasziljevics Nyesztyerov, (1862–1942) orosz-szovjet festő

## P
- Vaszilij Grigorjevics Perov, (1833–1882), zsáner- és arcképfestő, az ún. „peredvizsnyik” csoport egyik alapítója
- Kuzma Szergejevics Petrov-Vodkin, (1878–1939) orosz-szovjet szimbolista festő, teoretikus
- Antoine Pevsner (1884-1962) festő, szobrász
- Nyikolaj Vasziljevics Pinyegin (1883–1940)
- Vaszilij Dmitrijevics Polenov, (1844–1927)
- Serge Poliakoff (1900–1969), oroszországi cigány származású francia festő
- Ljubov Szergejevna Popova, (1889–1924) szuprematista, kubista festőnő, az orosz avantgárd jeles képviselője
- Gorogyeci Prohor (14. század) ikonfestő

## R
- Ilja Jefimovics Repin, (1844–1930)  arcképei, életképei, történeti tárgyú festményei egyaránt kiemelkedőek
- Alekszandr Mihajlovics Rodcsenko, (1891–1956)  orosz-szovjet festő, fotóművész
- Nicholas Roerich, Nyikolaj Konsztantyinovics Rerih,  (1874–1947) festő, filozófus, író, utazó
- Szvjatoszlav Roerich, (1904–1993) festő, Nicholas fia
- Fjodor Sztyepanovics Rokotov, (1736–1809)
- Andrej Rubljov, (1360 körül–1430)  a leghíresebb orosz ikonfestő
- Andrej Petrovics Rjabuskin, (1861–1904)
- Nagyezsda Nyikolajevna Ruseva, (1952–1969) szovjet művésznő, grafikus

## S
- Ivan Ivanovics Siskin, (1832–1898) táképfestő, az erdei tájképek egyik legnagyobb mestere

## Sz
- Olga Szergejevna Szavarenszkaja (1948–2000) orosz festő, díszlettervező
- Konsztantyin Apollonovics Szavickij, (1844–1905)
- Alekszej Kondratyjevics Szavraszov, (1830–1897)  tájképfestő, Iszaak Levitan tanára
- Zinaida Jevgenyjevna Szerebrjakova, (1884–1967)
- Valentyin Alekszandrovics Szerov, (1865–1911)
- Konsztantyin Andrejevics Szomov, (1869–1939)
- Vaszilij Ivanovics Szurikov, (1848–1916)

## T
- Nyikolaj Alekszandrovics Tarhov (1871–1930) orosz-francia festő
- Vlagyimir Jevgrafovics Tatlin, (1885–1953) az orosz avantgárd egyik meghatározó alakja (Maleviccsel együtt), konstruktivista festő és építész
- Vaszilij Andrejevics Tropinyin, (1776–1857) a 19. század első felének kiemelkedő arcképfestője
- Anna Alekszejevna Turgenyeva (1890–1966) orosz festő, író

## U
- Szimon Fjodorovics Usakov, (1626–1686) ikonfestő

## V
- Jurij Alekszejevics Vasznyecov (1900–1973) grafikus
- Viktor Mihajlovics Vasznyecov, (1848–1926) az orosz folklór és történelem festője
- Alekszej Gavrilovics Venyecianov, (1780– 1847)
- Vaszilij Vasziljevics Verescsagin, (1842–1904) főként csataképeiről híres
- Ivan Jakovlevics Visnyakov (1699–1761)
- Borisz Jeremejevics Vlagyimirszkij orosz-szovjet festő, grakikus, az ún. szocialista realizmus képviselője
- Makszimilian Alekszandrovics Volosin (1877–1933) festő, költő
- Mihail Alekszandrovics Vrubel, (1856– 1910)

## W
- Marianne von Werefkin (1860–1938), expresszionista festő

## Z
- Ossip Zadkine, (1890–1967) orosz származású francia szobrász, grafikus és festő